# 의료기사
의료기사란 의사 또는 치과의사의 지도 아래 진료나 의화학적(醫化學的) 검사에 종사하는 사람을 말한다.라고 의료기사 등에 관한 법률에서 정의하고 있다. 임상병리사, 방사선사, 물리치료사, 작업치료사, 치과기공사, 치과위생사가 있다.